# Municipio de Zumpango
El municipio de Zumpango es uno de los 125 municipios que conforman el Estado de México. Es uno de los municipios que integran la Región Zumpango. La sede de esta región mexiquense se ubica en la cabecera municipal del municipio homónimo; limita al norte con Hueypoxtla, al noroeste con Tequixquiac, al oeste con Huehuetoca, al suroeste con Teoloyucan, al sur con Cuautitlán y Nextlalpan, al sureste con Jaltenco, al este con Tecámac y al noreste con el municipio de Tizayuca, este último dentro del estado de Hidalgo. Su cabecera municipal se ubica en la ciudad de Zumpango de Ocampo.
Este municipio se fundó el 31 de julio de 1820 bajo decreto de la Constitución de Cádiz. Durante el movimiento independentista de la Nueva España, se integraron a la municipalidad los terrenos de las Lomas de España y Loma Larga, los Llanos de Santa Lucía, rancherías que fueron propiedad de españoles en San Sebastián Buenavista, y los corregimientos mayores de San Juan Zitlaltepec y San Bartolo Cuautlalpan.

## Toponimia

Glifo de Zumpango

Zumpango es una composición hispana del vocablo náhuatl “Tzompanco”, el glifo topónimo se compone de un “Tzompantli”, mismo que sirvió para identificar el asentamiento mexica de Tzompanco, al norte de México-Tenochtitlán. El nombre proviene de lengua náhuatl, deriva de dos palabras; “tzompantli”, que significa hilera de cráneos y “-co” que determina un lugar, lo que significa: “Lugar del tzompantli”.

## Símbolos
El municipio de Zumpango tiene un himno; es uno de los pocos municipios de México en contar con un himno independientemente de los himnos nacional y estatal.

## Geografía
Al norte se encuentra el cerro del Zitlaltepec o cerro de la Estrella de aproximadamente 2650 m siendo el punto más alto del municipio en colindancia con el pueblo de Tequixquiac y está situado en la Sierra de Xalpa; al noreste se forman las Lomas de España que sobresalen por su aridez en colindancia con el pueblo de Jilotzingo, el centro, occidente y sur del municipio se compone de una planicie que formada al desecar gran parte de las aguas salitrosas del vaso que se conectaba con el gran lago de Texcoco y que hoy en día son zonas urbanas y agrícolas en colondacia con los pueblos de Teoloyucan, Jaltenco, Visitación y Reyes Acozac, y el sureste del municipio también se compone por lomas bajas hacia los pueblos de Xolox y Tizayuca, donde el suelo tiene bancos subterráneos de tezontle que determinan su origen volcánico.

### Laguna de Zumpango

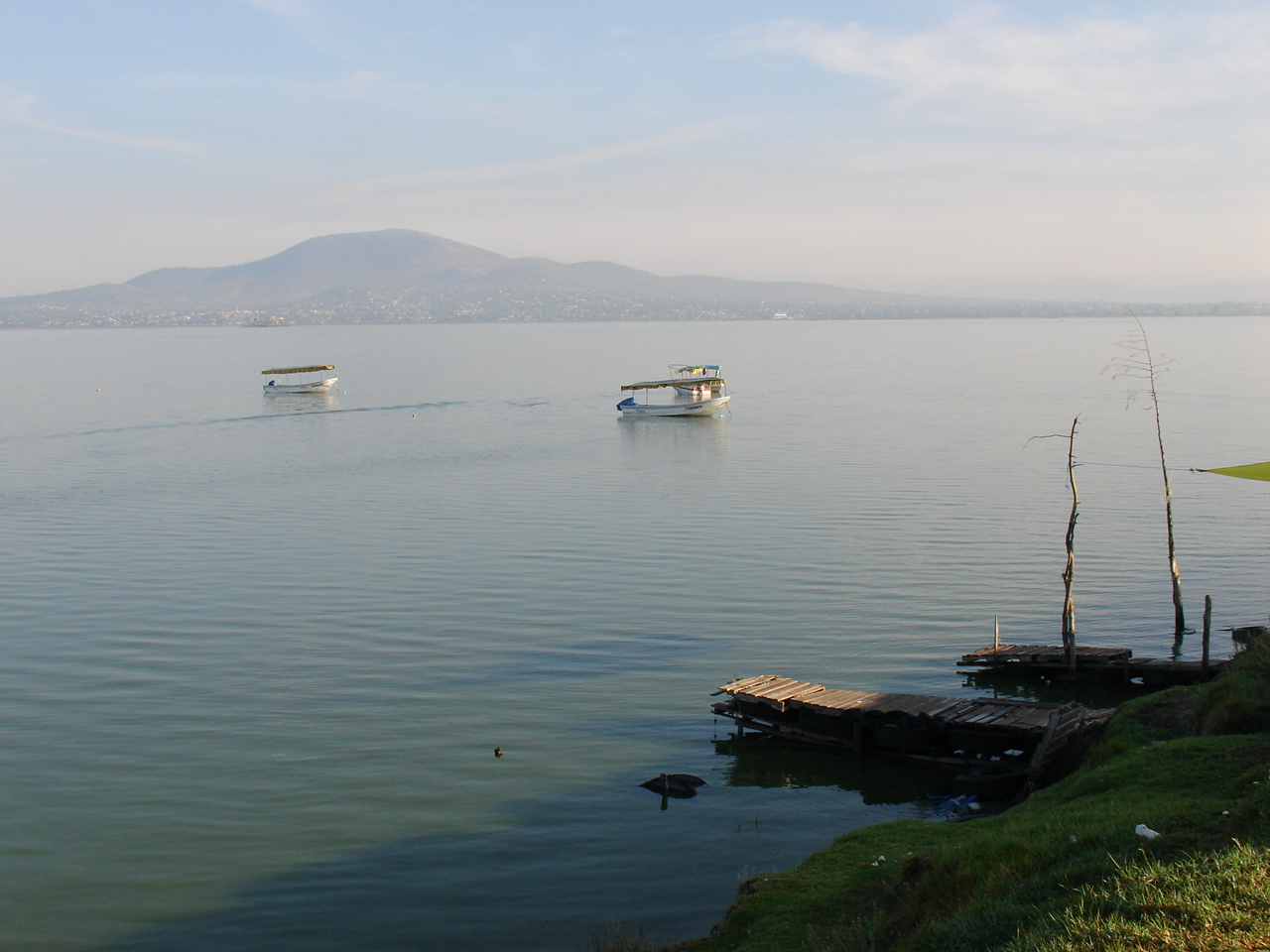
La laguna de Zumpango, en el 2007.

La laguna de Zumpango es un cuerpo de agua ubicado al norte de la cuenca del Valle de México, en el municipio mexiquense de Zumpango, en el Estado de México.[cita requerida]
Anteriormente formaba parte de las cinco lagunas que se ubicaban en la cuenca del Valle de México. El lago sufrió un proceso de degradación que se vio afectado por la presencia de asentamientos humanos. Actualmente el gobierno local y estatal han creado programas para su protección ya que representa un alto valor ecológico para la cuenca como para la cantidad de especies migratorias que se refugian en sus aguas que están siendo contaminadas por la población. El cual se está contaminando por la basura de los turistas, además las autoridades no toman las medidas pertinentes para la conservación de la laguna con la seriedad que se requiere.
Actualmente es un lugar Ecoturístico y cuenta para diversión familiar con cuatrimotos, lanchas y motos acuáticas, así también existe gran variedad de artesanías. Al lugar llegan turistas con la intención de visitar la isla ubicada en medio de la laguna en donde se encuentra la imagen de la virgen de Guadalupe venerada por los zumpanguenses.
Cabe destacar que la laguna de Zumpango actualmente funciona como vaso regulador con una capacidad de varios millones de metros cúbicos y es el cuerpo de agua más importante de la región, por sus dimensiones funciona como regulador de temperatura local y regional (generando un micro-clima) y la calidad del agua varia cada año y esto depende de la cantidad y calidad del agua de las presas Maddin y Lago de los lirios de las cuales se vierte agua pluvial anualmente de estas presas las cuales se ubican en los municipio de Atizapán de Zaragoza y Cuautitlán Izcalli respectivamente.

### Clima
El clima predominante es templado subhúmedo, con una temperatura anual promedio de 17º y 436 mm de precipitación anual media, con una estación de lluvias entre mayo y septiembre.
De mayo a junio tienen lugar fuertes granizadas y ocasionalmente ocurren heladas en septiembre, diciembre, enero, febrero, marzo y excepcionalmente en abril. Los vientos predominantes proceden del norte; en febrero son características las tolvaneras más agresivas, llegan por el sureste. En septiembre se manifiestan más los efectos de los ciclones de las costas del país.
La flora nativa está integrada por magueyes, nopales, mezquites, huizaches, pirules, pinos, sauces, sabínos o ahuehuetes, árboles frutales como tejocote, capulín y ciruelo y platas medicinales como gordolobo, cedrón, etcétera. La fauna nativa la podemos apreciarse en zonas despobladas y la componen zarigüeyas o tlacuaches, conejos, ratas de campo, zorrillos, onzas, tuzas o topos, tejones, ardillas, búhos, zopilotes, garzas, patos, gallinas de agua (en periodo invernal), colibríes golondrinas, verdines, pichones, alicantes, víboras de cascabel, ajolotes, camaleones, lagartijas, sapos, ranas y variedades de insectos como arañas, colmenas, abejas, saltamontes, grillos, mariposas y escarabajos.
| Flora y fauna de Zumpango |                     |                 |                       |
|                           |                     |                 |                       |
| Geomys personatus         | Ambystoma mexicanum | Didelphimorphia | Mephitis macroura     |
|                           |                     |                 |                       |
| Crotalus durissus         | Anas platyrhynchos  | Trochilidae     | Ardea herodias        |
|                           |                     |                 |                       |
| Opuntia                   | Agave atrovirens    | Agave americana | Schoenoplectus acutus |

## Gobierno y política

Palacio municipal de Zumpango, en el 2009.

El gobierno del municipio de Zumpango tiene un honorable Ayuntamiento, el cual es electo para un periodo de tres años para el periodo inmediato pero si de forma no continua y que es electo mediante voto universal, directo y secreto; el honorable ayuntamiento está conformado por el Presidente Municipal o alcalde; 1 Síndico y 16 regidores, de éstos 9 son electos por mayoría relativa y 7 por el principio representación proporcional.

### División administrativa
El municipio de Zumpango, para su organización territorial y administrativa, se integra por:
Una cabecera municipal: Zumpango de Ocampo, que alcanzó el rango de ciudad en 1877.[cita requerida]
Seis pueblos: Santa María Cuevas, San Bartolo Cuautlalpan, San Juan Zitlaltepec, San Miguel Bocanegra, San Pedro de la Laguna y San Sebastián.[cita requerida]
Una ranchería: Buenavista.[cita requerida]
Ocho colonias ejidales: Adolfo López Mateos, El Nido, Lázaro Cárdenas, Loma Larga, San José La Loma, Santa Lucía, Santa María de Guadalupe y Wenceslao Labra (San Isidro).[cita requerida]
Diecisiete colonias: Ampliación San Bartolo, Hombres Ilustres, Independencia, La Encarnación, La Lagunilla, Loma Linda, Los Alcanfores, Los Compadres, Los Hornos, Magisterial, Olmos, Primero de Mayo, Pueblo Nuevo de Morelos (Cuatro Caballerías), Pueblo Nuevo de San Pedro, Santa María el Llano, San Juan de Guadalupe y San Marcos el Llano.[cita requerida]
Diecisiete barrios: Santiago Primera Sección, Santiago Segunda Sección, Santa María, San Juan, San Lorenzo, San Marcos, San Miguel, El Rincón (Cuevas), España (Cuevas), Loma Larga (Cuevas), Zapotlán (Cuevas), Cuautlalpan (San Bartolo), Miltenco (San Bartolo), Santa María (Zitlaltepec), San Lorenzo (Zitlaltepec), San Miguel (Zitlaltepec), y San Pedro (Zitlaltepec).[cita requerida]
Seis fraccionamientos: Unidad Familiar Fovissste, Unidad Familiar C.T.C. de Jaltenco, Unidad Habitacional C.T.C. de Zumpango, Portales de San Juan, Fraccionamiento Zumpango y Fraccionamiento del Bosque.[cita requerida]
Conjuntos urbanos: Villas Zumpango 2000, Geo Villas de La Trinidad I, II y II, El Nido, Ex Hacienda de Guadalupe, Villas de la Laguna I y II, Nueva Villas de la Laguna, Rinconada de la Laguna, Arbolada los Sauces I y II, Las Plazas, Hacienda Los Encinos, Paseos de San Juan, Nuevos Paseos de San Juan, Paseos del Lago I, Paseos del Lago II, La Noria, Santa María I y II, Santa Fe, Santa Cecilia I y II, Santa Isabel, La Esmeralda I, II, III, IV, Villas de Zumpango, Las Acacias.[cita requerida]
Una zona militar: Santa Lucía (37/a. Zona Militar).[cita requerida]
Once ejidos: Naucalpan, Santiago Tequixquiac (Ampliación), Santa María Cuevas, San Bartolo Cuautlalpan, San Juan Zitlaltepec, San Lucas Xolox, San Miguel Bocanegra, San Miguel y San Lorenzo, San Sebastián, Wenceslao Labra y Zumpango (Restitución).[cita requerida]

### Presidentes municipales
- No hay gobierno.
- Luciano García (1942–1943)
- Interinato de Tiburcio Delgado y Ascensión Vázquez (1943)
- Bartolomé Bautista Godínez (1944–1945)
- Ascensión Vázquez (1946)
- Luis Martínez Chávez (1947-1948)
- Francisco Zermeño (1949-1951)
- Enrique de la Torre (1954)
- Ignacio Santillán Navarrete (1955-1957)
- Alfredo Garza Bravo (1958-1960)
- Francisco Vargas G. (interino, 1960)
- Gumercindo Rivero Domínguez (1961-1963)
- María Isabel Vargas Ocaris (1964-1966)
- Bartolo Ramírez López (1967-1969)
- Francisco Vargas García (1970-1972)
- Faustino Parra (interino, 1973-1975)
- Jorge Domínguez Rivero (1976-1978)
- Juan Ramos Arenas (1978)
- Luciano Gálvez García (interino, 1979-1981)
- Eulogio Aguirre Leonardo (1981)
- Beatriz Rodríguez Leonardo (interina, 1982-1984)
- Arturo Ávila Rodríguez (1985-1987)
- Cecilio Barrera Reyes (1988-1990)
- Enrique Rojas Fragoso (1991-1993)
- Leonel Domínguez Rivero (1994-1996)
- José Luis Ramos Martínez
- (1997 - 2000):  Armando Vargas Gaspar
- (2000 - 2003):  Rogelio Muñoz Serna
- (2003 - 2006):  Luis Décaro Delgado
- (2006 - 2009):  Enrique Mazutti Delgado
- (2009 - 2012):  Alejandro Flores Jiménez
- (2013 - 2015):  Abel Neftalí Domínguez Azuz
- (2015 - 2016):  Alfonso Aguirre y Aguirre
- (2016 - 2018):  Enrique Mazutti Delgado
- (2019 - 2021):  Miguel Ángel Gamboa Monroy
- (2022 - 2024):  Miguel Ángel Gamboa Monroy
- (2025 - 2027):  Roselia Veridiana García Alquicira

## Economía

El Mercado de los Insurgentes es el punto comercial más importante del municipio.

Moderno centro comercial en San Sebastián, municipio de Zumpango.

El municipio de Zumpango se considera como la capital económica de la región de Zumpango. Esto se debe a que las actividades sobresalientes son del sector terciario (agricultura no tecnificada, comercio a menor escala y servicios). Dentro del municipio se cultiva maíz, cebada, alfalfa, chile, frijol y nopal. Los ranchos de Buenavista son uno de los productores de leche más tecnificadas de la región.[cita requerida]
El municipio depende económicamente de las contribuciones e impuestos que cobra a los ciudadanos (pagos prediales, servicios y trámites del Registro Civil), otros recursos financieros captados son los que destina la federación a través del gobierno del Estado de México y de Sedesol. Parte de los recursos se utilizan en desarrollo social, en el sector agrícola y el resto en obras públicas. Se puede notar que el producto interno bruto (PIB) del municipio es muy bajo comparado con otras municipalidades mexiquenses. Esto significa que este municipio gasta más recursos financieros de lo que produce; la captación de recursos no logra abatir el déficit de las demandas de sus habitantes. Aquí podemos ver que los gastos indirectos absorben bastantes recursos como el pago de nómina de sus servidores públicos, trabajadores, burócratas y sindicalizados por el gobierno del estado.[cita requerida]

### Agricultura y ganadería
El municipio de Zumpango se considera uno de los más prósperos del Estado de México. Esto se debe a que las actividades sobresalientes siguen siendo las del sector terciario. El Ejido de los Insurgentes es una de zonas agrícolas más importantes del Valle de México. Dentro del municipio se cultiva maíz, cebada, alfalfa, chile, nopal, calabaza, flor de cempasúchil, jitomate y cebolla. Los ranchos de San Sebastián y Buena Vista son algunos de los productores de leche más tecnificados de la región, y los ranchos de lombricultura para la mejora de las tierras, en la que sobresale Lombrimex.[cita requerida]
Otras alternativas para mejorar la economía son la creación de industria derivada de las actividades agropecuarias como las queseras o fábricas de productos derivados de la leche. Asimismo, la venta de forrajes y semillas para la crianza de animales.[cita requerida]

### Comercio
El comercio es un sector de gran importancia por la derrama económica que deja al municipio, ya que da cabida a un gran número de personas dentro de diferentes ramas del mismo sector.[cita requerida]
Zumpango tiene 1 mercado público llamado Los Insurgentes y un tianguis que regularmente se establecen cerca del mercado de la ciudad los días viernes. En el año 2000 llegó a la ciudad la primera tienda de autoservicio localizada al norte en el barrio de Santiago, cuyos terrenos pertenecían a una gasera. Entre los nuevos centros comerciales de la ciudad destacan:[cita requerida]
- Plaza Town Center Zumpango (Suburbia, Sam's Club, Walmart, Cinépolis, McDonald's, Vips, HP Inc., Domino's Pizza, Coppel, BBVA, Banamex)
- Plaza La Escondida (Bodega Aurrera, Volkswagen, Elektra, Chopo Laboratorio y Banco del Bajío)
- Plaza Comercial Mexicana (Soriana, Cinemex, Telmex, Waldo's Mart)
- Plaza Gante 10 (CineMagic, Banorte, Santander) Centro Zumpango

### Sector inmobiliario
En el municipio se ha dado un gran auge a la industria de la construcción, ya que hay alrededor de cinco empresas desarrolladoras de vivienda, en su mayoría enfocadas en la vivienda de interés social, entre las que destacan Casas Geo y la constructora Homex. En un segundo plano está Hogares Unión. En un plano de menor importancia se encuentran otros desarrollos de empresas locales más pequeñas.[cita requerida]

## Turismo

La laguna de Zumpango fué el principal destino turístico del municipio.

Se puede hacer visita en Esferas Zumpango, una fábrica de esferas navideñas donde se puede hacer un tour para conocer la elaboración de las esferas de vidrio soplado totalmente artesanal, lo que incluye la fundición del vidrio hasta la terminación de la misma. Los visitantes pueden elaborar y personalizar su propia esfera.[cita requerida]
Se puede visitar el templo de la Purísima Concepción durante las festividades del 8 de diciembre en su honor.[cita requerida]
Aunque ya no existe la laguna de Zumpango debido a que se ha secado, se podían hacer paseos en lancha por la laguna y visitar la isla para apreciar la fauna del lugar. En el parque recreativo hay puestos de comida, hostales y áreas infantiles para pasar un día conociendo la historia y la naturaleza del norte del Estado de México.[cita requerida]
De la tradición de Acolman datan los farolitos de papel, que en Zumpango han tomado carta de naturalización. Artesanías Zumpango han hecho de esto un arte.[cita requerida]
Excelencia y calidad número uno en producción de castillos y crisantemos a nivel nacional.[cita requerida]
Dentro de la escuela primaria "Pedro Rodríguez Vargas" se encuentra un mural de Rigo Iglesias que remonta a los visitantes al esplendor del Zumpango de la época del general Wenceslao Labra.[cita requerida]

## Infraestructura
El municipio de Zumpango cuenta con Plan Municipal de Desarrollo Urbano que entró en vigor en el año de 2006 y autorizado a través del diario oficial de la federación en el año 2005.
Un ramo que adquirió gran fuerza en el municipio es el de la construcción, ya que hay alrededor de cinco empresas desarrolladoras de vivienda en su mayoría enfocadas a la construcción de vivienda de interés social, de entre las que destacan Casas Geo, Cadu y la constructora Homex, en un segundo plano está Hogares Unión, que además está construyendo uno de los centros comerciales más importantes de la región.

### Agua potable
El 100% de las comunidades del municipio de Zumpango, poseen agua potable entubada; Zumpango de Ocampo es la zona urbana de mayor distribución del servicio, que actualmente existe aproximadamente un 3% de viviendas a nivel municipal que no poseen agua potable entubada y el servicio se suministra por pipa, suelen ser comunidades marginadas más alejadas de la cabecera municipal.

### Drenaje
El Drenaje Profundo de la Ciudad de México, denominado Gran Canal, cruza por el municipio de Zumpango y abastece a todas las comunidades y a la cabecera municipal, donde hay una mayor cobertura del servicio.[cita requerida]

### Energía eléctrica
Antiguamente, el servicio de energía eléctrica era suministrado por Luz y Fuerza del Centro. Fue durante muchos años la única empresa que ofertaba el servicio. El servicio de luz es proporcionado por la Comisión Federal de Electricidad, la cual cubre con una línea trifásica de las comunidades de Zumpango.[cita requerida]

### Equipamiento urbano

Urbanizaciones recientes en Ciudad Bicentenario Zumpango.

El municipio cuenta con un Centro Universitario de la Universidad Autónoma del Estado de México, una Escuela Normal Estatal, 3 escuelas de nivel medio superior, 5 escuelas secundarias, 8 escuelas primarias, 9 jardines de infantes y 4 guarderías maternales, 4 centros de salud y 2 hospitales privados, 2 supermercados, 4 cementerios, 8 áreas deportivas, 2 parques urbanos y un aeropuerto.

### Transporte

#### Transporte aéreo

Aeropuerto Internacional Felipe Ángeles, ubicado en el municipio de Zumpango.

En el municipio de Zumpango se encuentra el nuevo aeropuerto internacional alterno de la Ciudad de México, llamado Aeropuerto Internacional Felipe Ángeles. Se construyó dentro de la Base Aérea de Santa Lucía, y es la segunda pista de aterrizaje más grande del Estado de México, después del Aeropuerto Internacional de Toluca. Inició operaciones comerciales el 21 de marzo de 2022, y sus primera rutas comerciales son vuelos nacionales.[cita requerida]
La ciudad de Zumpango de Ocampo está conectada vía aérea con las principales ciudades del país y con algunos centros turísticos importantes, por ejemplo Monterrey, Guadalajara, Tijuana, Cancún, Mérida, Villahermosa y Puerto Vallarta.[cita requerida]

#### Transporte terrestre
En este ámbito es importante resaltar el giro que se quiere dar al municipio, ya que se tiene planeado hacer de Zumpango una «Ciudad Bicentenario» y dotarla de mejores vías de comunicación; por ejemplo, una carretera que entronque directo con la autopista México-Pachuca y otra que llegue al Arco Norte. Actualmente se tiene acceso al Circuito Exterior Mexiquense.[cita requerida]
El Aeropuerto Internacional Felipe Ángeles cuenta con una terminal de autobuses que conecta a la ciudad de Zumpango con los principales destinos del centro del país, como la Ciudad de México, la ciudad de Puebla, Texcoco de Mora, Pachuca de Soto, Toluca de Lerdo, Tlaxcala de Xicohténcatl, Querétaro, San Juan del Río, Cuernavaca, Cuautla, Chilpancingo, Iguala, Atlacomulco de Fabela, Tulancingo, Huauchinango, Poza Rica y Tuxpan.[cita requerida]

#### Transporte interurbano
El municipio cuenta con unas vías estatales que cruzan todo el municipio, carreteras donde transita transporte de carga pesada y autobuses foráneos. También cuenta con una red local de transporte por furgonetas o llamadas por los pobladores como combis; así también el municipio cuenta con servicio de taxis hasta las 11:00 p.m.
Líneas de vagonetas (combis) que tienen rutas interurbanas en Zumpango de Ocampo.
- Ruta Zumpango-San Juan Zitlaltepec
- Ruta Zumpango-San Miguel-Tequixquiac-Apaxco
- Ruta Zumpango-San Miguel-Tequixquiac-Tlapanaloya
- Ruta Zumpango-Bocanegra-Santa María Cuevas-Hueypoxtla-Tlapanaloya

Rutas de colectivos que se dirigen a terminales en el Estado de México
- Zumpango-Mexibús La Quebrada por Teoloyucan Fes Xhala Campo 4 (ATZ)
- Zumpango-Tlalnepantla Centro (ATZ)(México Coyotepec)
- Zumpango-Lechería por autopista Teoloyucan Coyote Zimapán Santa Cruz (ATZ)
- Zumpango-Lechería por Melchor Ocampo (AMMOSA, AMO, SAM)
- Zumpango- Tecámac de Felipe Villanueva (Expreso)(Flecha Azul)(Ruta 73)
- Zumpango- Central de Abastos Tecámac IMSS 200 Base Aérea (Grupo AAZ)
- Zumpango- Mexibús Ojo de Agua Tecámac Cristo (Grupo AAZ)(Expreso)(Cometa de Oro)
- Zumpango- Mexibús Ojo de Agua San Andrés Nextlalpan Tonanitla (Expreso)(Cometa de Oro)

Líneas de autobuses que tienen sus terminales en la Ciudad de México.
- Metro Indios Verdes-Tequixquiac y Apaxco: Elite.
- Metro Martín Carrera-Tianguistongo: TMZT
- Metro Cuatro Caminos-Tequixquiac y Apaxco y Tlapanaloya: Melchor
- Tren Suburbano-Zumpango: Melchor Ocampo y Cuautitlán
- Metro El Rosario-Zumpango de las líneas (AMMOSA, AMO, SAM)

Línea de autobuses que tienen su terminal en Zumpango y enlazan con la ciudad de Pachuca de Soto.
- Zumpango-Tizayuca-Zapotlán-Pachuca-Universidad: Manejadas por ODZ y Tizabus.

Línea de autobuses que tienen su terminal en Zumpango y enlazan con Tlahuelilpan.
- Metro Martín Carrera-Tlahuelilpan: Manejadas por LUSA.

### Telecomunicaciones
- Telcel, Movistar, AT&T, Unefon
- Correos de México y Telégrafos de México

## Demografía
El municipio de Zumpango registró en el Censo de Población y Vivienda realizado en el 2010 por el Instituto Nacional de Estadística y Geografía un total de 159,647 habitantes, de los cuales 78,608 son hombres y 81,039 son mujeres. Después de la declaración oficial, por parte del gobierno del estado, de Ciudad Bicentenario, la población del municipio aumentó considerablemente.

### Localidades
El municipio de Zumpango incluye en su territorio un total de 70 localidades. Las principales, considerando su población del Censo de 2020 son:
| Localidad                       | Población |
| Total Municipio                 | 280 455   |
| Zumpango de Ocampo              | 53 362    |
| San Juan Zitlaltepec            | 20 537    |
| Villas de la Laguna             | 15 306    |
| San Bartolo Cuautlalpan         | 14 794    |
| Fraccionamiento la Trinidad     | 14 721    |
| Paseos de San Juan              | 12 409    |
| Arboleda los Sauces             | 12 368    |
| Paseos del Lago II              | 10 599    |
| Las Plazas                      | 10 514    |
| Nuevo Paseos de San Juan        | 9 857     |
| San Sebastián                   | 9 689     |
| Hacienda Los Encinos            | 9 422     |
| La Esmeralda                    | 9 057     |
| Conjunto Urbano Santa Fe        | 6 954     |
| San José de la Loma             | 5 151     |
| Santa María de Guadalupe        | 4 942     |
| Santa María Cuevas (Cuevas)     | 2 305     |
| Santa Lucía                     | 3 359     |
| Colonia Los Hornos              | 3 163     |
| Santa Lucía                     | 3 036     |
| Colonia Lázaro Cárdenas del Río | 2 751     |
| San Miguel Bocanegra            | 1 512     |
| Buenavista                      | 1 264     |

### Migración
La población extranjera es muy reducida, en comparación con otros municipios del Estado de México, pero el municipio ha recibido inmigrantes a lo largo de su historia. Una de las épocas de mayor recepción fue la llegada de españoles republicanos que se establecieron la colonia Primero de Mayo y la llegada de inmigrantes italianos venidos de Véneto, que también se establecieron en zonas rurales y agrícolas del municipio. Actualmente, los inmigrantes son procedentes principalmente de los Estados Unidos (en su mayoría son hijos de mexicanos repatriados), de Guatemala, Honduras, Venezuela y China.[cita requerida]

### Salud
La población de la Región Zumpango tiene una de las mayores coberturas de salud dentro del estado, en el municipio de Zumpango, se ubica el Centro Hospitalario Regional de Alta Especialidad, uno de los hospitales más avanzados del país, en cuanto a tecnología y diversidad de especialidades médicas, fue uno de los proyectos más ambiciosos que realizó el gobierno estatal dentro del municipio.

### Religión

Parroquia de la Purísima Concepción, el monumento arquitectónico más emblemático del municipio.

La religión predominante es el cristianismo católico, con un 88 por ciento de la población; a la diócesis de Cuautitlán pertenecen todas las parroquias y capillas del municipio,. La parroquia más importante es la de la Inmaculada Concepción, en el centro de la cabecera municipal.[cita requerida]
El resto de los cristianos son de varias denominaciones: evangélicos, pentecostales, adventistas o Testigos de Jehová. También hay una población atea o sin religión que ha incrementado en años recientes.[cita requerida]

### Lenguas
En Zumpango, predomina el mestizaje entre indígenas y europeos. Su lengua es el idioma español mezclado con modismos nahuas y otomíes, dominado por el 98 por ciento de la población total. Ya no existe población nativa de grupos étnicos propios del municipio, los cuales fueron los otomíes y los nahuatlacas o mexicas. En la actualidad hablan algunas lenguas indígenas, pero este fenómeno se debe a la llegada de migrantes indígenas procedentes de otras partes del país. Entre las lenguas destacan el náhuatl, el otomí, el purépecha, el mixteco, el zapoteco, el tlapaneco, el tének, el mazahua, el otonaco, el maya y el tzotzil.[cita requerida]

## Educación

UAEM Campus Zumpango.

El municipio de Zumpango cuenta con noventa y dos centros de educación preescolar, veinte primarias, cuarenta y siete secundarias, veinticinco preparatorias y cinco instituciones de educación superior, de entre las cuales sobresalen seis universidades públicas y los colegios privados, que prestan servicios educativos a miles de estudiantes de otros municipios de la región y otros estados:

### Educación superior
- Centro Universitario UAEM Campus Zumpango, en la colonia La Trinidad;
- Escuela Normal Superior de Zumpango, en la San Sebastián Buenavista;

Dentro del municipio de Zumpango, está ubicado uno de los aeropuertos militares más importantes del país, cuyo nombre es Base Aérea de Santa Lucía, siendo la segunda pista de aterrizaje más grande del Estado de México, la base aérea es un aeropuerto donde los estudiantes del ejercito militar realizan sus estudios de pilotos en la Academia de la Fuerza Aérea Mexicana.

## Cultura y patrimonio

Parroquia de San Juan, en San Juan Zitlaltepec.

La pirotecnia en Zumpango es una tradición artesanal heredada de padres a hijos. La fabricación de juegos pirotécnicos se da todo el año; los castillos de cohetes, durante las fiestas patronales, son el mayor detonante de la economía. Se hacen coloridas luces con movimiento, un patrimonio intangibles de formas y figuras que atrae la atención de los asistentes.[cita requerida]

### Arquitectura
La parroquia de la Purísima Concepción es un templo churrigueresco al estilo de los indios de la región. En la parte superior está un órgano original del siglo XIX que ha de valer varios millones por su antigüedad, y el templo tiene pinturas originales de artistas desconocidos y esculturas de estofado de madera de los santos del siglo XVIII.[cita requerida]
Este bello inmueble tiene la particularidad de ostentar su estropicio de manera "abocinada", es decir, la portada está remitida de paño de la fachada y presenta una planta de forma poligonal, cóncava, y como remate tiene una gran concha obenera, aunada a toda la belleza de sus elementos, que cuentan la historia de cuando Nicolás Romero tomó el pueblo de Zumpango, en ese tiempo dominado por los franceses, saqueó el pueblo y la iglesia, llevándose un cáliz de oro y dos recipientes de plata, los cuales nunca se recuperaron.[cita requerida]

### Danza

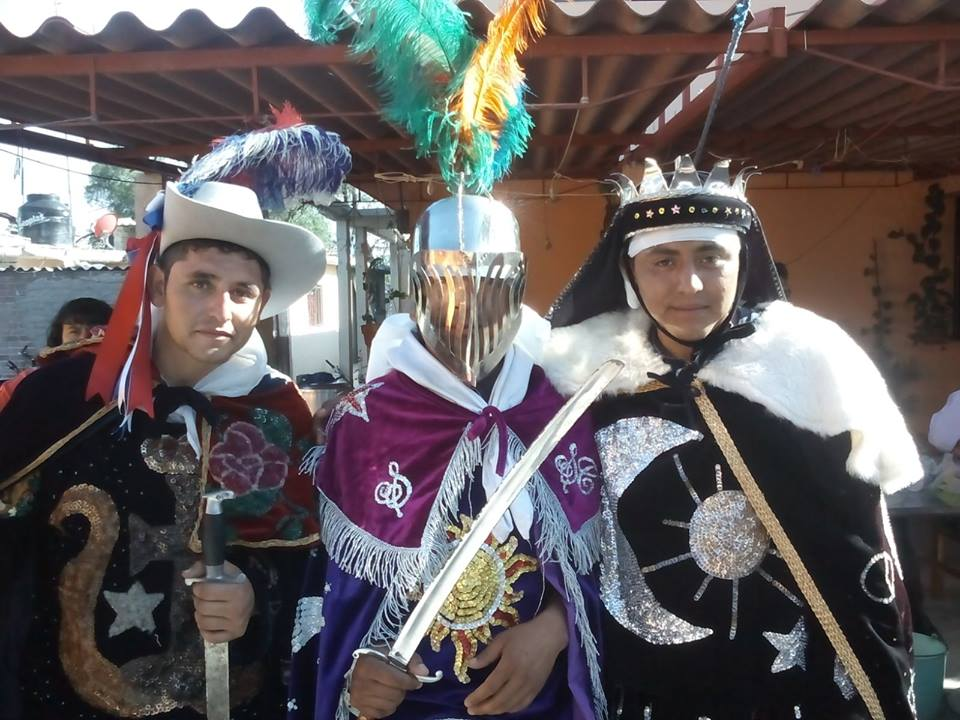
Santiagueria de moros y cristianos en San Bartolo Cuautlalpan.

Con la llegada de los españoles a San Bartolo Cuautlalpan, muchos de ellos eran judeoconversos o cristianos nuevos que se establecieron en ranchos y haciendas de la región; la iglesia católica sabía de los judeoconversos y se comenzó a bailar una danza y comparsa que se burlaba de los moros. La danza tomó arraigo entre los lugareños para mofarse de los españoles, a la que también se le llamó Santiaguería. Dicha danza representa la lucha entre los cristianos y los moros, en donde Santiago Apóstol (véase Santiago el Mayor) vence a los moros y defiende la fe de los cristianos. La danza se sigue bailando en la fiesta patronal de San Bartolomé, acompañada de una banda de viento.

## Deporte
La tauromaquia es un deporte[cita requerida] del municipio de Zumpango. La plaza de toros El Andaluz fue construida por los inmigrantes españoles que se establecieron en Zumpango, y las corridas de toros fueron uno de los entretenimientos de la región.

### Deportistas destacados
- Marco Antonio Mendizábal Sánchez, 29 de junio de 1958, futbolista profesional, hermano de Guillermo "Wendy" Mendizábal.
- Emmanuel "Vaquero" Navarrete, boxeador profesional, campeón mundial de la Organización Mundial de Boxeo (OMB).[cita requerida]

### Lenguas de Zumpango
- Wikcionario  tiene definiciones y otra información sobre Categoría:Náhuatl central-Español.
- Wikcionario  tiene definiciones y otra información sobre Categoría:Otomí mexiquense-Español.